# 沖縄貝塚文化
沖縄貝塚文化（Okinawakaizukabunka）、沖縄貝塚時代（おきなわかいづかじだい）は、沖縄諸島を中心とする時代区分の一つ。沖縄の歴史の文脈上では、単に貝塚時代と呼ぶ。
時代の範囲は、おおよそ紀元前5000年ごろ（前4400年）から、11 - 12世紀頃のグスク時代の始まりまでである。
この記事では、時期が重なる先島諸島における先島先史時代（約4,000年前、前2000年頃 - ）についても記述する。

## 定義、区分
沖縄諸島を中心とする先史時代呼称のひとつである。日本本土の縄文時代や弥生時代と比較して、狩猟・採取経済が生活が中心であったことや、この時代の水田が未だ見つかっていないことなどからこの呼称が用いられた。
かつては本土の同時代と纏めて貝塚時代と呼ばれていたが、本土の貝塚時代が縄文時代と呼ばれるようになった後も、沖縄のものは縄文文化との相違点から貝塚時代・貝塚文化の呼称が引き続き用いられている。場合によっては、日本本土のそれと区別せずに単に縄文文化もしくは琉球縄文文化と呼ぶことがある。
時期的にはおおよそ紀元前5000年ごろ（前4400年）から、11 - 12世紀頃のグスク時代の始まりまでである。これは、日本本土の縄文時代から平安時代頃までに相当する。グスク時代以前の農耕の痕跡は発見されておらず、グスク時代開始まで狩猟採集生活が続いていたという説が定説である。
区分法は次の例がある。
- 前期、後期に区分する。日本本土の縄文時代に相当する期間、すなわち紀元前4世紀頃までは前期貝塚時代、それ以降は後期貝塚時代と区分される[2]。

- 早期（～中期）、後期に区分する。早期から中期が本土の縄文時代に、後期が本土の弥生時代から平安時代にあたる。

- 早期、前期、中期、後期に区分する。早期は本土の旧石器時代から縄文時代にかけての中葉[注釈 1]に、前期は縄文時代（3500年前 - 2500年前）、中期は縄文時代終期 - 弥生時代（2500年前 - 2000年前）、後期は弥生時代 - 平安時代（2000年前 - 平安時代末頃）。なお、過去年は西暦2010年頃からの相対年。

本土で平安時代末頃の12世紀から15、16世紀にかけて、貝塚時代の後続として沖縄では初めての農耕文化であるグスク時代へと続く。
なお貝塚時代と同時期の先島諸島は先島先史時代として区別される。同時期の奄美群島はこれまで貝塚時代・貝塚文化に含まれるとされてきたが、後述する城久遺跡群などの発見により沖縄本島に比べて日本本土の影響が強かったことが判明してきている。

## 概要

### 旧石器時代
沖縄貝塚時代に先行する、沖縄諸島や先島諸島における旧石器時代の遺跡等は、山下洞人（約32,000年前、前3万年頃）、港川人（約18,000年前、前1万6000年頃）、伊江島ゴヘス洞人（約2万年前）、先島ではピンザアブ洞人（約26,000年前、前2万4000年頃）や白保竿根田原洞人（約27,000年前、前2万5000年頃）などがある。ただし、この時代の物質文化は判然としておらず、日本列島（本土）や周辺地域の旧石器文化との共通性も見受けられない。
一方で、沖縄諸島では前1万年頃 - 前5000年頃の、先島では前1万8千年頃 - 前5000年頃および前2000年頃 - 前1000年頃の遺跡が断絶しており、これら旧石器時代人と貝塚時代人や、先島では旧石器時代、下田原期、無土器期の各期の関連が考古学的に実証されていない空白の時代がある。それらの一部は、鬼界カルデラが破局噴火し南九州の縄文文化を壊滅させた時代（7300年前、前5300年頃）と重なる。

### 形質論
埴原和郎の「二重構造モデル」によれば、旧石器時代から縄文時代にかけては南方系アジア（スンダランド説）から琉球弧を通って日本列島に縄文人が広がり、弥生時代以降には渡来人が本土西日本から広がる一方で北海道や琉球弧には及ばなかったため、琉球人は縄文的形質を残したとされる。更新世（洪積世）最終氷期（旧石器時代とそれ以前）に、琉球弧が大陸とある程度地続きもしくは狭い海峡を挟んで大きな列島状であったことを示唆する地質学上の研究も、埴原仮説を支持している。
埴原仮説に対して形質人類学上の研究では、琉球人は形質・遺伝的には「南方系由来の縄文人」とするよりは、むしろ北方系（すなわち日本本土の縄文人や渡来系弥生人由来）の形質が優勢であるとされ、土肥直美は、琉球先史時代の人はいわゆる本土縄文人とは異なる形質を持っていることや、中近世になって琉球人が骨格上も本土大和人に近似してくることを指摘している。

#### 言語
現在の琉球諸語（日本語沖縄方言）は、中世のグスク時代に日本本土から渡来した琉球祖語に起源があり、それ以前の貝塚時代に話されていた言語はまったく違うものだったと考えられている。この言語は、現在の琉球諸語には痕跡が確認されていない。
一方で、崎山理は「奄美」などといった地名や琉球諸語でヤドカリを意味する「アマン」に、金関丈夫は「イ」で始まる地名にオーストロネシア語の痕跡があると指摘した（仮にオーストロネシア語由来だとしてもそれが貝塚文化で話されていたのかはまた別の話となる）。またアレキサンダー・ボビンは貝塚時代の琉球ではアイヌ祖語である縄文語が話されていたとした。これは大陸から日琉祖語の話者の祖先がやって来るより以前の日本列島では南北で似たような言語が話されていて、アイヌ語はその子孫である他、琉球の言語にもその痕跡があるという説である。また琉球諸語のいくつかの方言で「海・沖」を意味する「と」・「とぅ」や八重山諸島で見られるヒナイ（鬚川・比川）・ソナイ（祖納・租納）の地名はそれぞれアイヌ語の「ト」（海・湖沼）や「ナイ」（川）との関連があるという説がある。貝塚文化の言語が同時代の日本本土の縄文文化の言語と同系統であり、アイヌ語が縄文語の末裔だとすれば関連があることになるが、現時点では確証は無い。
鎌倉時代に書かれた二中歴の訳言歴の項目には貴賀国（喜界島）語の記録があるが、内容は高麗語とほとんど同じである。普通に考えれば誤記の類だが、後述する喜界島の9世紀から13世紀の城久遺跡群からは大陸、特に朝鮮半島由来のものが多数出土することと関係があるかもしれない。この遺跡を作った文化は、貝塚文化とは異なると考えられている。

## 沖縄貝塚文化
安里進は、この時代の沖縄貝塚文化を「九州縄文文化の影響を受けつつ独自の経緯をたどった縄文文化」という趣旨で総括している。また、弥生時代の九州の農耕文化が沖縄諸島周辺では定着せず、漁労・採集が中心の貝塚文化が継続したとし、貝塚時代に続くグスク時代が現代琉球人と直接関連があり、中世、近世を通して現代に至るまで、文化面や集落の継続性が見られるとしている。

### 貝の道の交易
グスク時代より前の奄美・沖縄および先島は、後述の出土品から大和（九州）との交易が主体であったと考えられている。主要交易品は、奄美以南に産出する珍しい貝殻類であった。「貝の道」の交易である。後期貝塚時代の前半はゴホウラやイモガイを交易品とし大和側は弥生土器と取引していた。後半はヤコウガイを交易品とし、大和側はこれを螺鈿細工に加工して中国と交易していた。後述の肥前産の石鍋はヤコウガイとの取引により流入したと見られている。また、硫黄は薩南の硫黄島から産し、日本が中国に輸出していた（これに対し琉球王国では硫黄を硫黄鳥島から産した）。

### 信仰
貝塚時代からは日本本土の縄文文化の特徴である土偶が発見されず、代わりにジュゴンの骨から作った蝶形骨製品が発見されている。これは祭司具だと考えられており、このことから縄文人とはかなり異なった信仰を持っていたようである。

### 前期貝塚時代
本土の縄文時代に相当する。前期 - 中期には縄文土器に類似する波状口縁土器が出土する事から、本土縄文時代との連関を認めて沖縄縄文時代のように呼ぶ説もある。
縄文時代早期の遺跡には渡具知東原遺跡、野国貝塚、薮地洞穴遺跡、サキタリ洞遺跡などがあり、沖縄最古の土器は、これまで前5000 - 4000年頃（約7000 - 6000年前）の無文土器または南島爪形文土器が知られていたが、2013年にサキタリ洞遺跡から発掘された、前6000年頃（約8000年前）の押引文土器が沖縄最古となった。
前5000年頃（約7000年前）に九州系の類縄文土器、前2000年頃（約4000年前）に伊波式土器や荻堂式土器など独自のものが出土する。前500年頃（約2500年前）に竪穴建物が現れる（伊計島の仲原遺跡など）。

### 後期貝塚時代
紀元前4世紀頃以降、本土の弥生時代以降に相当する。

#### 前半
後期貝塚時代の前半（本土の弥生時代 - 古墳時代ごろ）は、ゴホウラやイモガイの貝殻を交易品とし、大和側は弥生土器と交換していた。九州では貝殻を貝輪などの装身具に加工して使用していた。琉球弧の各地で九州西部系（後の肥前や、薩摩半島西部）の弥生土器（入来式土器など）が出土しており、また薩摩半島の高橋遺跡（南さつま市）からは貝輪を加工していた痕跡が発掘されている。
本土の弥生時代の初期に北九州で貝製腕輪が使用され、弥生時代中期に銅製腕輪の使用により一旦衰微するが、古墳時代が到来し畿内政権から古墳文化の広がりに伴い再び貝製腕輪が本土で広く使用され隆盛を見た。そして古墳時代晩期までには九州以外の本土では使用されなくなり再び衰微していく。

#### 後半
後期貝塚時代の後半から晩期（本土の奈良時代 - 平安・鎌倉時代ごろ）には交易品の主体がヤコウガイに替わったと考えられている。6 - 8世紀頃の奄美大島の土盛マツノト遺跡、用見崎遺跡、小湊フワガネク遺跡遺跡からヤコウガイが大量に出土している。沖縄諸島でも久米島でヤコウガイが大量に出土している。ヤコウガイが大量に出土した遺跡は現時点で奄美大島北部と久米島を中心として偏在しており、残りは沖縄本島北端、伊江島、与那国島に点在している。久米島の遺跡からは開元通宝も同時に多く出土しており、この時代の南島交易路については様々な説がある。またヤコウガイの使途としては、大和向けに貝匙、酒盃、大和・中国向けに螺鈿細工の原料が挙げられているほか、貝肉の消費（交易は中近世以降）などである。
この時期、『続日本紀』等により698年から727年にかけて大和朝廷と南島との交流が日本の史料に残っている。699年には「多褹・掖玖・菴美・度感」（種子島から徳之島までに比定）、715年には「奄美・夜久・度感・信覚・球美」（屋久島から石垣島までに比定）から来朝があったとする。

#### 晩期
後期貝塚時代晩期の10世紀、960年に成立した北宋は、周辺諸国との貿易振興策を取ったため、これ以降、日本、宋、高麗、南島の間で貿易が盛んとなった。この頃、日宋間で宋との交易通貨となっていた東北の金の供給が滞り、代替として朝廷へ献上される貢祖品を充てるため、太宰府が受領などを通じてその徴収に当たった。997年（長徳3年）に長徳の入寇（新羅の入寇の一）があり、高麗のほか「南蛮の賊、奄美島人」が汎く九州に入寇、襲撃しており、翌長徳4年（998年）には太宰府から喜界島（城久遺跡）に対し反乱を起こした南蛮人（奄美大島）を征伐する命が下りているが、これは太宰府の徴税、統制強化に対する反乱とも考えられている。城久遺跡からの9 - 11世紀頃の出土品は、九州系土師器、須恵器、越州窯系青磁、白磁、灰釉碗陶器が主である（第I期）。
11世紀頃、日本の朝廷と高麗との間には正式な国交がなかったが、この頃から九州の太宰府が非公式に高麗との貿易を始めている。太宰府側は対馬、壱岐や九州の豪族名主の許可書の下、高麗、李氏朝鮮と交易を行っていた。
以上のように太宰府を結節点として日宋貿易、日麗貿易、南島貿易が盛んとなり、本土はもとより南島交易の中継点となる喜界島（後述）や南島社会に対し、交易のみならず人的、質的な変化をもたらした可能性が指摘されている。これにより南島の貝塚時代が終焉をむかえ、グスク時代への転換期を迎えたと考えられている。

## グスク時代へ
貝塚時代に続くグスク時代の出土品として、徳之島産のカムィ焼と九州肥前産の石鍋が、奄美・沖縄から先島までの広い地域で見つかっており、これらの文化がグスク時代の基盤になったとされる。グスク時代は貝塚時代に比べて、農業技術の普及と顕著な集落の内的人口増加が観測され、その根本的原因は琉球弧への北方系形質（大和人）の流入・分布に求められる。またカムィ焼の生産には高麗の陶工が関わっていたと考えられている。
喜界島城久遺跡からの、グスク時代に入る11世紀後半 - 12世紀頃の出土品は、九州系土師器、須恵器、白磁器、初期竜泉窯青磁器・同安窯系青磁器（南宋産）、初期高麗青磁器、朝鮮系無釉陶器、滑石製石鍋（肥前産）、滑石混入土器（朝鮮産）、カムィ焼などである（第II期）。これらは沖縄諸島のグスクからの出土品と類似している。
このように宋産磁器、肥前産の石鍋とカムィ焼がセットで出土する事から、喜界島が太宰府と南島（琉球弧）との間の南島交易の中継点になっていたとともに、当時の日宋貿易、日麗貿易と結節していたと考えられる。
これらの北方からの文化を携えた人々の流入により、貝塚文化とその担い手たちは消えていったようである。
貝塚時代（狩猟採集時代）からグスク時代（農耕時代）の移り変わりの時期は殆ど歴史記録が無いが、琉球神道記には「昔他国の人来て、此国を治む。（当時は）国に鬼類多し」という記述がある。1243年に琉球を訪れた日本人の船乗りから聞き取ったものを記した『漂到琉球国記』には日本人の船乗りから「人を啖う鬼の国」と認識されていた他、言語や文化は日宋とも異なると書かれている。彼らがどの島でどのような人々（貝塚文化や無土器期文化の人々の生き残りかそれともグスク文化の人々か、もしくは沖縄ではなく台湾に漂着したのか）と遭遇したか不明だが13世紀の時点では外部との交流はなく後の日本化された琉球文化は確立していなかったことがわかる。また喜界島は貴海国としており、文中では琉球とは区別されている。

## 先島先史時代
先島先史時代は、旧石器時代以降からスク時代（北琉球のグスク時代に相当）開始までの間の期間で、新石器時代に相当する。おおむね3,500～4,300年前の下田原貝塚に代表される前期と、紀元前4世紀以降の後期に分かれる。
旧石器時代からスク時代に至るまでの過程は連続したものではなく空白期間が何度もあり、出土時期に大きな隔たりがある。そのため中期にあたる時代の遺跡は未発見である。後述する白保竿根田原洞穴遺跡の土器文化は早期にあたる可能性があるが下田原期の時期とは五千年近く離れているため関連がはっきりせず既存の編年には含まれていない。
また旧石器時代は広義の先史時代の定義に含まれるが先島においては旧石器時代の遺跡から下田原期の遺跡に至るまでに2万年近くまともに遺物が発見されない空白期間があるため、下田原期及び無土器期の前後二期は「先島先史時代」として旧石器時代とは区別される。同じくほとんど歴史記録が無く原史時代に当たる、スク時代の初期の新里村期（沖縄本島における原グスク時代）もやはり先島先史時代とは区別される。このため「先島新石器時代」とも言うべき時代である。
前期と後期はその特徴からそれぞれまったく違う文化だったとされる他、本土の縄文文化や北琉球の貝塚文化とも異質だったとされている。そのため「先島先史時代」として縄文時代や貝塚時代とは分けて表記されることが多い。